# Cylindromyia porteri
Cylindromyia porteri är en tvåvingeart som först beskrevs av Brethes 1925.  Cylindromyia porteri ingår i släktet Cylindromyia och familjen parasitflugor. Inga underarter finns listade i Catalogue of Life.